# Abbrennen (Kochen)
Unter Abbrennen versteht man die Verkleisterung von Stärke in erhitzten Flüssigkeiten beim Kochen. Insbesondere bezeichnet der Ausdruck das Auskochen von Flammeris oder das Auskochen der Stärke bei der Herstellung einer Brandmasse.
Die beim Binden der verwendeten Flüssigkeiten benutzte Stärke braucht einige Zeit, bis sie vollkommen verkleistert ist. Die Masse muss stetig in Bewegung gehalten werden, zweckmäßigerweise mit einem Holzspatel. Wenn sich die Masse vom Spatel löst und sich ein weißer Belag am Boden des Topfes zeigt, ist der Moment der vollständigen Verkleisterung erreicht und sie sollte sofort in ein kaltes Gefäß umgefüllt werden.
Beim Flammeri erkennt man diesen Moment am Zischgeräusch beim Rühren der Masse.
Von Einbrennen spricht man dagegen, wenn die Stärke mit erhitztem Fett zu Dextrin aufgeschlossen wird. Die österreichische und schlesische Küche versteht unter Einbrenne eine Mehlschwitze.